# Hermann von Gleichen
Hermann von Gleichen († 1289; auch Hermann Graf von Gleichen) war in der zweiten Hälfte des 13. Jahrhunderts Bischof von Cammin in Pommern. Es gelang ihm, das Bistum zu festigen und dessen Eigenständigkeit gegenüber den Landesherren zu stärken. Sein besonderes Verdienst ist im Ausbau der bischöflichen Macht zur fürstlichen Landeshoheit begründet.

## Leben
Hermann entstammte dem thüringischen Adelsgeschlecht der Grafen von Gleichen. Sein Vater war Lambert II. von Gleichen. Seine Mutter war Sophie von Orlamünde. Hermann wurde erstmals urkundlich in einem Kaufvertrag seiner älteren Brüder Heinrich I. und Ernst IV. erwähnt. Seine Schwester Adele war mit Ludwig I. von Everstein verheiratet. Die Verwandtschaft der Familie von Gleichen mit den Herzögen von Braunschweig-Lüneburg war für ihn nützlich, als er in jungen Jahren Propst des St. Cyriakusstiftes in Braunschweig wurde. Als weitere Pfründe besaß er ein Kanonikat in Hildesheim.
Im Jahr 1246 trat der Hildesheimer Bischof Konrad II. zurück. Der von Papst Innozenz IV. mit weitreichenden Vollmachten ausgestattete Legat Philipp von Ferrara ernannte den von einer Minderheit der Domherren unterstützten und – da er noch nicht das erforderliche Alter hatte – postulierten Hermann von Gleichen zum neuen Bischof. Die Mehrheit des Domkapitels wählte den Propst Heinrich I. von Rusteberg zum Bischof und ließ ihn durch den Erzbischof Siegfried III. von Mainz bestätigen. Hermann vertrieb seinen Gegner mit Waffengewalt aus dem Bistum. Trotz Exkommunikation durch den Erzbischof und widersprüchlicher Anordnungen des Papstes unterstützte er die gegen den Kaiser Friedrich II. gerichtete päpstliche Politik. So nahm er 1247 an der Wahl des Gegenkönigs Wilhelm von Holland teil. Der Konflikt mit dem Gegenbischof Heinrich wurde noch bis 1249 fortgesetzt, dann reiste Hermann von Gleichen zum Papst nach Lyon. Nach Verhandlungen verzichtete Hermann auf den Hildesheimer Bischofssitz und erhielt dafür die Option auf das nächste frei werdende Bistum. Letztmals wurde er am 11. Dezember 1249 als „Hildensemensis electus“ bezeichnet.
1251 wurde er auf Empfehlung des Innozenz IV. nach dem Rücktritt des alten Bischofs Wilhelm vom Camminer Domkapitel zum Nachfolger gewählt. Die Bischofsweihe erfolgte aber erst nach Wilhelms Tod 1254.
Hermann von Gleichen förderte die Einwanderung deutscher Siedler nach Pommern und insbesondere ins Gebiet seines Stiftes. So gründete er 1255 gemeinsam mit Herzog Wartislaw III. bei der Burg Kolberg eine deutsche Siedlung und verlieh ihr Lübisches Recht. 1266 beauftragte er zwei deutsche Unternehmer mit der Anlage der Stadt Köslin. Ihm folgten Angehörige von Adelsgeschlechtern aus seiner Heimat, wie Kirchberg, Kevernburg und Eberstein, die er mit Ländereien im Stiftsgebiet belehnte. Um die Kolonisation der relativ gering besiedelten Länder Cammin und Kolberg planmäßig vorantreiben zu können, schloss er 1273 mit Herzog Barnim I. einen Vertrag über den Zehnt dieser Gebiete. In den Jahren 1276 und 1277 konnte er das Gebiet des Stiftes abrunden, als er für 3500 Mark Silber den westlich der Persante gelegenen Teil des Landes Kolberg erwarb. Kolberg wurde bald zur Hauptresidenz des Bischofs und damit zum Zentrum des Stiftes. 1278 verlieh er Massow das Stadtrecht. 1288 übertrug er dem Kloster Buckow 60 Hufen bei Malchow.
Er trat erfolgreich den Ansprüchen des Bistums Schwerin entgegen und konnte Abgabenfreiheit für das Camminer Domkapitel durchsetzen. In seiner Politik ging er teilweise von den Landesherren abweichende Wege und pflegte auch Beziehungen zu den Markgrafen von Brandenburg, die die Lehnshoheit über Pommern beanspruchten. Ein Streben nach territorialer Unabhängigkeit des Stiftes, wie es spätere Bischöfe versuchten, ist nicht erkennbar. Innerhalb des Stiftes sicherte er sich die Landeshoheit durch Verträge mit den Herzögen wie vom 13. Juli 1280.